# 香港天文台本部

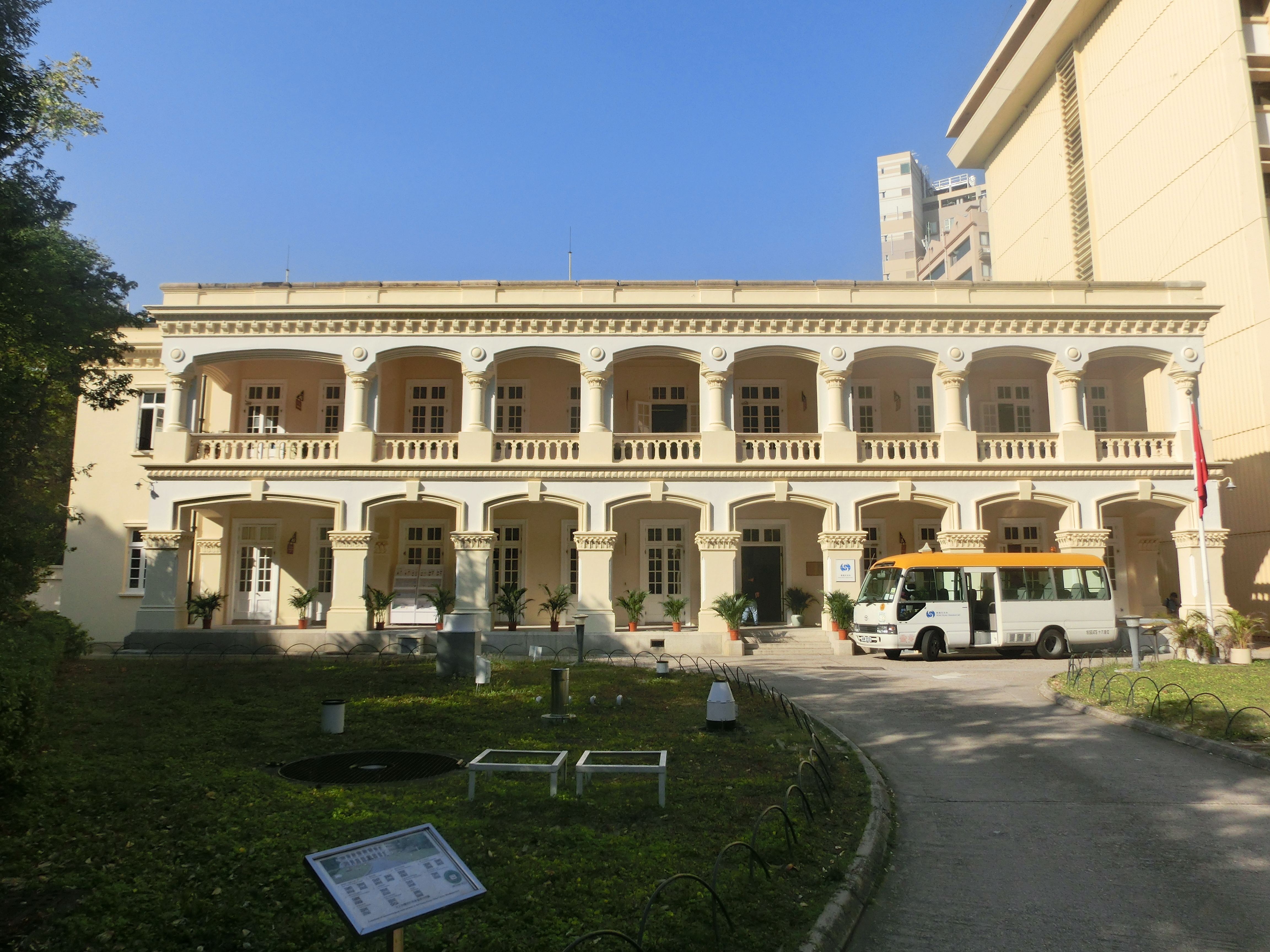
香港天文台本部

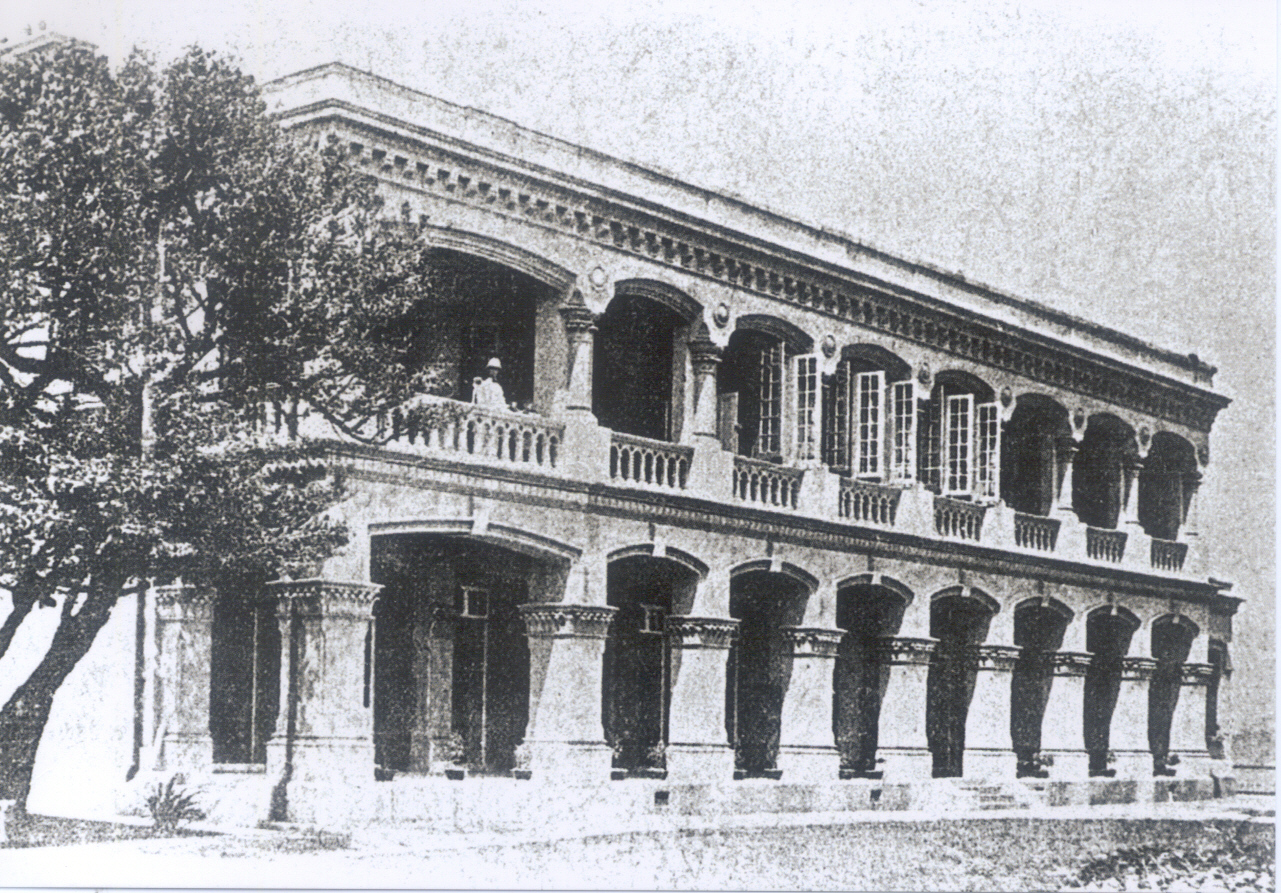
1913年

香港天文台本部（ホンコンてんもんだいほんぶ、中国語: 香港天文台總部、英語: Hong Kong Observatory Headquarters）、は香港天文台の主な建築である。九龍尖沙咀ネイザンロード134A号に位置する。香港天文台本部は1883年に建築され、香港法定古蹟である。完成当初、香港天文台本部は尖沙咀の最も高い建築だった。1955年、香港天文台は人工降雨の試験を行うために、天文台本部に噴水ステーションを設置した。